# Trinidad și Tobago la Jocurile Olimpice de vară din 2016
Trinidad și Tobago a participat la Jocurile Olimpice de vară din 2016 de la Rio de Janeiro în perioada 5 – 21 august 2016, cu o delegație de 32 de sportivi, care a concurat în opt sporturi. Cu o singură medalie de bronz, Trinidad și Tobago s-a aflat pe locul 78 în clasamentul final.

## Participanți
Delegația din Trinidad și Tobago a cuprins 32 de sportivi: 20 de bărbați și 12 femei. Cel mai tânăr atlet din delegație a fost sprinterul Keston Bledman (178ani), cel mai bătrân a fost canotoarea Felice Chow (39 de ani).
| Sport      | Masculin | Feminin | Total |
| ---------- | -------- | ------- | ----- |
| Atletism   | 15       | 9       | 24    |
| Box        | 1        | 0       | 1     |
| Canotaj    | 0        | 1       | 1     |
| Ciclism    | 1        | 0       | 1     |
| Gimnastică | 0        | 1       | 1     |
| Judo       | 1        | 0       | 1     |
| Natație    | 1        | 1       | 2     |
| Navigație  | 1        | 0       | 1     |
| Total      | 20       | 12      | 32    |

## Medaliați
| Medalie | Nume            | Sport    | Probă                      | Dată      |
| ------- | --------------- | -------- | -------------------------- | --------- |
| Bronz   | Keshorn Walcott | Atletism | Aruncarea suliței masculin | 20 august |